# Костенко Сергій Олександрович
Сергі́й Олекса́ндрович Косте́нко — полковник МВС України.
Станом на осінь 2014-го — тимчасовий виконувач обов'язків начальника науково-дослідного експертно-криміналістичного центру при ГУМВС України в Донецькій області.

## Нагороди
8 вересня 2014 року — за особисту мужність і героїзм, виявлені у захисті державного суверенітету та територіальної цілісності України, вірність військовій присязі під час російсько-української війни, відзначений — нагороджений орденом Данила Галицького.